# Cicones oblongopunctata
Cicones oblongopunctata là một loài bọ cánh cứng trong họ Zopheridae. Loài này được Wickham miêu tả khoa học năm 1913.